# SAS Épinal
SAS Épinal – francuski klub piłkarski z siedzibą w Épinal.

## Historia
Stade Athletique Spinalien został założony w 1941 roku w wyniku fuzji Stade Saint Michel i Athletique Club Spinalien. Przez wiele lat klub występował w niższych klasach rozgrywkowych. W 1971 roku klub awansował do Division 3. W 1974 roku Épinal po raz pierwszy w swojej historii awansował do Division 2. Pobyt na zapleczu francuskiej ekstraklasy trwał pięć lat.
W latach 80. klub występował w trzeciej i czwartej lidze (1981–1984). Do Division 2 Épinal powrócił na trzy sezony w 1990 roku. Ostatni raz w drugiej lidze Épinal występował w latach 1995–1997. W 2011 roku Épinal awansował do Championnat National w miejsce RC Cannes, który miał problemy finansowe i został zdegradowany do CFA 1.

## Sukcesy
- mistrzostwo Championnat National (2): 1990, 1995.
- 10 sezonów w Division 2: 1974–1979, 1990–1993, 1995–1997.

## Reprezentanci kraju grający w klubie
| - Ivan Hlevnjak - Abdelnasser Ouadah - Mass Sarr - Salif Diao | - Famara Diédhiou - Cheikh N’Doye - Tony Sylva |